# Chu Hoàn (Tam Quốc)
Chu Hoàn (chữ Hán: 朱桓, 176 - 238), tên tự là Hưu Mục, người huyện Ngô, quận Ngô , tướng lãnh nhà Đông Ngô thời Tam Quốc trong lịch sử Trung Quốc.

## Cuộc đời

### Cứu giúp nạn dân, dẹp tan giặc cướp
Ban đầu, Hoàn làm Cấp sự trong Mạc phủ của Tôn Quyền, được nhận chức Dư Diêu (huyện) trưởng. Trên đường gặp bệnh dịch, lương thực thiếu thốn, ông sai các viên lại dưới quyền, giấu trong mình thuốc men, cơm cháo để cứu giúp, binh dân đội ơn ông. Thăng làm Đãng khấu hiệu úy, nhận 2000 quân, sai đi thu lấy binh sĩ ở 2 quận Ngô, Cối Kê, tập hợp những người đang sống tản mác, trong năm ấy, tìm được hơn vạn. Sau đó giặc núi ở hậu Đan Dương, Bà Dương nổi lên, công chiếm thành quách, cướp giết trưởng lại, nơi nơi cát cứ. Hoàn đốc lãnh chư tướng, đánh dẹp khắp cả, nên bình định xong. Ít lâu thăng làm Bì tướng quân, phong Tân Thành đình hầu.

### Cố thủ Nhu Tu, đẩy lui Tào Nhân
Hoàn thay Chu Thái làm Nhu Tu đốc. Năm Hoàng Vũ đầu tiên (222), Đại tư mã Tào Nhân của Ngụy đưa mấy vạn bộ kỵ nhắm đến Nhu Tu; Nhân muốn chiếm lấy thượng du của Kinh Châu, vờ đánh Tiện Khê ở phía đông, ông chia binh tướng đi Tiện Khê, vừa lên đường, được tin Nhân tiến quân còn cách Nhu Tu 70 dặm. Hoàn sai sứ gọi quân đi Tiện Khê về, quân chưa về thì địch đã đến. Khi ấy ông chỉ có 5000 bộ binh, các tướng đều tỏ ra sợ hãi. Ông dụ rằng: "Phàm là đôi bên giao tranh, thắng bại ở tướng, chẳng ở nhiều – ít. Các ông nghe nói (khả năng) dùng binh làm việc của Tào Nhân, so được với Hoàn ư? Binh pháp sở dĩ nói khách nhiều gấp mấy lần chủ, là nói đến (trường hợp) đều ở chỗ đất bằng. Trong tay không có thành trì, thì đem tướng sĩ dũng cảm – hèn nhát so với nhau vậy! Nay Nhân không phải kẻ trí dũng, lại thêm sĩ tốt rất nhút nhát, còn phải ngàn dặm rong ruổi, người ngựa mỏi mệt. Hoàn với các ông, cùng ở thành cao, nam nhìn Đại Giang, bắc dựa Sơn Lăng, dĩ dật đãi lao, làm chủ chế ngự khách, đây là thế bách chiến bách thắng đấy. Dẫu Tào Phi có đến, còn không đáng lo, nữa là bọn Nhân!" Hoàn vì thế cuốn cờ trống, ra vẻ yếu kém, để dẫn dụ Nhân. Nhân quả nhiên sai con trai là Thái đánh thành Nhu Tu, còn sai tướng quân Thường Điêu đốc bọn Gia Cát Kiền, Vương Song, cưỡi du thuyền  theo lối riêng tập kích Trung Châu. Trung Châu là nơi ở vợ con bộ khúc của Hoàn. Nhân đem 1 vạn người ở lại Thác Cao, làm hậu viện cho bọn Thái. Ông điều quân chiếm lấy du thuyền, rồi tấn công bọn Điêu; tự mình đón đánh Thái, đốt doanh trại địch rồi lui về. Quân Ngô bêu đầu Điêu, bắt sống Song đưa về Vũ Xương; quân Ngụy tử trận và đuối nước hơn ngàn người. Quyền khen công lao của Hoàn, phong Gia Hưng hầu, thăng Phấn vũ tướng quân, lãnh Bành Thành tướng.

### Đòi lấy Thọ Xuân, đoạn hậu Lư Giang
Năm Hoàng Vũ thứ 7 (228), Bà Dương thái thú Chu Phường lừa dối Đại tư mã Tào Hưu của Tào Ngụy, Hưu đem 10 vạn bộ kỵ đến Hoàn Thành để đón Phường. Khi ấy Lục Tốn làm nguyên soái, Toàn Tông và Hoàn làm tả, hữu đốc, đưa 3 vạn quân đánh Hưu. Hưu nhận ra bị lừa, đang quay về, nhưng tự phụ nhiều quân, quay ra giao chiến. Hoàn tiến kế rằng: "Hưu vốn là thân thích nên được dùng, không phải danh tướng trí dũng vậy. Trận này (hắn) ắt thua, thua ắt chạy. Chạy sẽ theo lối Giáp Thạch, Quải Xa; 2 đường này đều hiểm trở, nếu đem vạn binh chẹn đường, thì bọn chúng tận số, còn có thể bắt sống Hưu. Thần xin đem bộ hạ cắt đường về (của quân Ngụy). Nếu nhờ oai trời, bắt Hưu được thành công, thì có thể thừa thắng tiến quân, lấy ngay Thọ Xuân, cắt đi Hoài Nam, để mưu tính vùng Hứa, Lạc; đây là cơ hội muôn đời có một, không thể bỏ lỡ." Tôn Quyền bàn với Tốn, Tốn nói không thể, nên kế này không được thi hành.
Năm Hoàng Long đầu tiên (229), nhà Ngô bái Hoàn làm Tiền tướng quân, lãnh Thanh Châu mục, giả tiết. Năm Gia Hòa thứ 6 (237), Lư Giang chủ bộ Lữ Tập của Ngụy mời quân Ngô, muốn mở cửa làm nội ứng. Hoàn và Vệ tướng quân Toàn Tông cùng đem quân đi; đến nơi thì việc bại lộ, nên phải đưa quân về. Ngoài thành có sông Khê, cách thành 1 dặm, rộng hơn 30 trượng, chỗ sâu 8, 9 thước, chỗ nông bằng một nửa như thế. Quân Ngô lặng lẽ vượt sông, Hoàn tự đi đoạn hậu. Khi ấy Lư Giang thái thú Lý Ưng sắp kỵ binh chỉnh tề, chờ quân Ngô vượt sông một nửa, nhân đó xông ra đánh. Đến lúc trông thấy cờ lọng của Chu Hoàn ở phía sau thì không dám ra.

### Cao ngạo hung tàn, được vuốt râu hùm
Bấy giờ Toàn Tông làm đốc, Tôn Quyền lại lệnh Thiên tướng quân Hồ Tống tuyên truyền chiếu mệnh, tham gia việc quân. Tông cho rằng ra quân không có kết quả, bàn việc sắp xếp các tướng, có ý muốn đánh úp (quân Ngụy). Hoàn vốn cao ngạo, xấu hổ việc bị xem là bộ hạ (của Tông), nên khi đến gặp Tông, hỏi ý định hành quân, kích động mà nổi giận, cùng Tông tranh luận. Tông muốn thoái thác, mới nói rằng: "Hoàng thượng tự lệnh Hồ Tống làm Đốc, ý của Tống nên làm thế này." Ông càng oán giận, quay về sai người gọi Tống. Tống đến cửa trướng, Hoàn ra đón, nói với tả hữu rằng: "Ta buông thõng tay, bọn mày hãy bỏ đi." (để Hoàn ở lại một mình với Tống). Có người bên cạnh ra ngoài, nói Tống về đi. Ông ra, không thấy Tống, biết tả hữu đã làm, nên đòi giết họ. Tá quân của Hoàn đến can, ông đâm chết tá quân, rồi vờ phát cuồng, về Kiến Nghiệp chữa trị. Quyền tiếc công lao và tài năng của Hoàn, không bắt tội; sai con ông là Dị thay lãnh bộ khúc , lệnh cho thầy thuốc chăm nom; mấy tháng sau lại đưa Hoàn về Trung Châu.
Quyền tự mình ra xa để tiễn, nói: "Nay giặc giã vẫn còn, vương nghiệp chưa thành, trẫm phải cùng ngài bình định thiên hạ, muốn lệnh (cho ngài) đốc 5 vạn người chuyên trách một mặt, mưu đồ tiến thủ, mong bệnh của ngài đừng tái phát nữa!" Ông đáp: "Trời cho bệ hạ cái tư chất của thánh nhân, nên soi khắp bốn bể, ủy nhiệm trọng trách cho thần, để trừ gian nghịch, bệnh của thần sẽ tự khỏi." Hoàn dâng chén rượu, xin được vuốt râu Quyền, Quyền ngồi tựa vào cái kỷ trước chỗ ngồi (của ông), Hoàn tiến đến vuốt râu của ông ta rồi nói: "Thần hôm nay có thể nói là vuốt râu hùm vậy!" Quyền cả cười.

## Tính cách
Hoàn tính cao ngạo, xấu hổ vì ở dưới người, mỗi khi lâm trận giao chiến, bị kiềm hãm không được tự do, liền cáu giận phẫn khích. Nhưng ông khinh tài quý nghĩa, lại có trí nhớ tốt, gặp mặt một người, mấy chục năm không quên, bộ khúc có vạn người, biết hết vợ con của họ. Yêu mến đùm bọc sĩ tốt, kể cả thân nhân (của họ); bổng lộc sản nghiệp, đều chia cho mọi người. Khi Hoàn có bệnh, cả doanh lo lắng.
Năm Xích Ô đầu tiên (238), ông mất. Quan binh nam nữ, không ai không kêu khóc. Trong nhà không có tài sản, Quyền ban cho 5000 hộc muối để lo tang sự. Con là Dị kế tự.

## Đánh giá
Trần Thọ đánh giá: Hoàn nhờ tính cách mạnh mẽ mà nổi danh, vượt qua khó khăn mà có kết cục tốt đẹp.
Tôn Thịnh nói (về việc Hoàn giết tá quân): Kinh Thư chép rằng bề tôi không được làm oai làm phúc; làm oai làm phúc, ắt gây dữ ở nhà, gây hại cho nước. Sự tàn nhẫn của Hoàn, đáng sợ như hùm sói ấy, bậc quân chủ mà còn không thể, huống hồ kẻ làm tướng? Luận ngữ nói, được 1 người mà mất 1 nước, tha tội lỗi bớt hình phạt, cái mất lớn nhất vậy!